# 마완 (후한)
마완(馬玩, ?~?)은 후한 말 서량의 장수이며, 마등(馬騰)과는 동족인지 불명이다.

## 생애
211년 마초(馬超)와 한수(韓遂)가 서량의 대군을 거느리고 조조(曹操)의 영역으로 쳐들어갔을 때 참전했다. 그러나 더 이상은 기록에 나오지 않는다.

## 《삼국지연의》에서의 마완
삼국지연의에서는 한수의 부하 장수로 등장한다. 마초를 죽일 계획을 논의하던 중 갑작스레 찾아온 마초가 공격하자 다른 장수들과 함께 다섯 명이 한꺼번에 덤볐으나, 양흥(梁興)과 함께 죽임을 당했다.